# Jolhac
Jòlhac (en francès Jouillat) és una localitat i comuna de França, a la regió de la Nova Aquitània, departament de la Cruesa.
La seva població al cens de 1999 era de 402 habitants. No està integrada en cap Communauté de communes.

## Demografia
| 1968 | 1975 | 1982 | 1990 | 1999 |
| ---- | ---- | ---- | ---- | ---- |
| 463  | 400  | 395  | 361  | 402  |

## Administració
| Període   | Identitat      | Partit |
| --------- | -------------- | ------ |
| 2001-2008 | Charles Lebrun |        |
| 2008-     | Éric Auchapt   | PS     |